# Bobby Helms
Pour les articles homonymes, voir Helms.
Robert Lee Helms (15 août 1933 – 19 juin 1997), plus connu sous le nom de Bobby Helms, était un chanteur américain de country qui connut son plus grand succès en 1957 grâce à son hit, intitulé Jingle Bell Rock.

## Biographie
Né à Bloomington, dans l'État d'Indiana (États-Unis), dans une famille de musiciens, Helms commença à se produire en duo avec son frère, Freddie, avant de continuer vers une brillante carrière en solo, dans la musique country. En 1956, Helms fit route vers Nashville, dans le Tennessee, où il signa un contrat d'enregistrement avec Decca Records. L'année suivante fut remplie de succès étonnants. Le premier single de Helms, en 1957, intitulé Fraulein décolle au Numéro 1 de la musique country avant d'entrer dans le Top 40 du Billboard Hot 100. Plus tard, cette même année, il publia My Special Angel, qui devint aussi Numéro 1 (country charts) et entra dans le Top 10 dans la musique pop du Billboard's, atteignant la 7e place.
Paru quelques jours avant Noël 1957, sa chanson Jingle Bell Rock fut un grand succès. De façon unique, elle re-émergea quatre fois sur les cinq années suivantes, et se vendit si bien qu'elle fut chaque fois un top hit, et devint un classique de Noël toujours joué actuellement. Il fallut cinq ans pour que cette chanson devienne la deuxième de Helms à atteindre le million de ventes. Elle atteignit le 6e rang dans le Billboard Hot 100 et passa 21 semaines dans le classement. L'enregistrement a gagné le statut de disque d'or. Les récits affirmant que Helms écrivit et enregistra la chanson avec le légendaire guitariste Hank Garland (en) semblent être apocryphes—ASCAP et Allmusic listent comme auteurs de la chanson Joseph Beal, Joseph Carlton, James Ross et James Boothe.
Helms continua à faire des tournées et à enregistrer les trois décennies suivantes. Sa contribution pionnière au genre a été reconnu par le Rockabilly Hall of Fame.
Helms passa ses dernières années à vivre à l'extérieur de Martinsville dans l'Indiana jusqu'à sa mort d'un emphysème et d'asthme, à l'âge de 63 ans, en 1997.
Il fut incarné par l'acteur Brad Hawkins (en) dans le film Crazy (en) sorti en 2007.

## Discographie

### Singles
| Année | Single                                         | Peak chart positions | Peak chart positions | Peak chart positions | Peak chart positions | Album                           |
| Année | Single                                         | US Country           | US                   | US AC                | UK                   | Album                           |
| ----- | ---------------------------------------------- | -------------------- | -------------------- | -------------------- | -------------------- | ------------------------------- |
| 1955  | Yesterday's Lovin'                             |                      |                      |                      |                      | singles only                    |
| 1955  | Freedom Lovin' Guy                             |                      |                      |                      |                      | singles only                    |
| 1956  | Tennessee Rock and Roll                        |                      |                      |                      |                      | singles only                    |
| 1957  | Fraulein (en)                                  | 1                    | 36                   |                      |                      | singles only                    |
| 1957  | My Special Angel (en)                          | 1                    | 7                    |                      | 22                   | My Special Angel                |
| 1957  | Jingle Bell Rock                               | 13                   | 6                    |                      |                      | single only                     |
| 1958  | Just a Little Lonesome                         | 10                   |                      |                      |                      | My Special Angel                |
| 1958  | Jacqueline                                     | 5                    | 63                   |                      | 20                   | singles only                    |
| 1958  | Borrowed Dreams                                |                      | 60                   |                      |                      | singles only                    |
| 1958  | Jingle Bell Rock                               |                      | 6                    |                      |                      | singles only                    |
| 1959  | The Fool and the Angel                         |                      | 75                   |                      |                      | singles only                    |
| 1959  | New River Train                                | 26                   |                      |                      |                      | singles only                    |
| 1959  | I Guess I'll Miss the Prom                     |                      |                      |                      |                      | singles only                    |
| 1959  | No Other Baby                                  |                      |                      |                      | 30                   | singles only                    |
| 1959  | Hurry Baby                                     |                      |                      |                      |                      | singles only                    |
| 1960  | Someone Was Already There                      |                      |                      |                      |                      | singles only                    |
| 1960  | I Want to Be with You                          |                      |                      |                      |                      | singles only                    |
| 1960  | Lonely River Rhine                             | 16                   |                      |                      |                      | singles only                    |
| 1960  | Jingle Bell Rock (re-entry)                    |                      | 36                   |                      |                      | singles only                    |
| 1961  | Sad Eyed Baby                                  |                      |                      |                      |                      | singles only                    |
| 1961  | How Can You Divide a Little Child              |                      |                      |                      |                      | singles only                    |
| 1961  | Jingle Bell Rock (re-entry)                    |                      | 41                   |                      |                      | singles only                    |
| 1962  | One Deep Love                                  |                      |                      |                      |                      | singles only                    |
| 1962  | Then Came You                                  |                      |                      |                      |                      | singles only                    |
| 1962  | Jingle Bell Rock (re-entry)                    |                      | 56                   |                      |                      | singles only                    |
| 1964  | It's a Girl                                    |                      |                      |                      |                      | singles only                    |
| 1967  | He Thought He'd Die Laughing                   | 46                   |                      |                      |                      | All New Just for You            |
| 1968  | The Day You Stop Loving Me                     | 60                   |                      |                      |                      | All New Just for You            |
| 1968  | I Feel You, I Love You                         | 53                   |                      |                      |                      | single only                     |
| 1968  | Touch My Heart                                 |                      |                      |                      |                      | All New Just for You            |
| 1969  | My Special Angel                               |                      |                      |                      |                      | Before Your Heartaches Begin    |
| 1969  | So Long                                        | 43                   |                      |                      |                      | Before Your Heartaches Begin    |
| 1969  | Echoes and Shadows                             |                      |                      |                      |                      | Before Your Heartaches Begin    |
| 1970  | Mary Goes 'Round                               | 41                   |                      |                      |                      | Greatest Performance            |
| 1970  | Magnificent Sanctuary Band                     |                      |                      |                      |                      | singles only                    |
| 1970  | Just Hold My Hand and Sing                     |                      |                      |                      |                      | singles only                    |
| 1971  | He Gives Us His Love                           |                      |                      |                      |                      | singles only                    |
| 1971  | Hand in Hand with Love                         |                      |                      |                      |                      | singles only                    |
| 1972  | It's the Little Things                         |                      |                      |                      |                      | singles only                    |
| 1972  | It's Starting to Rain Again                    |                      |                      |                      |                      | singles only                    |
| 1974  | That Heart Belongs to Me                       |                      |                      |                      |                      | singles only                    |
| 1974  | Work Things Out with Annie                     |                      |                      |                      |                      | singles only                    |
| 1975  | Baby If I Could Make It Better                 |                      |                      |                      |                      | singles only                    |
| 1976  | Every Man Must Have a Dream                    |                      |                      |                      |                      | singles only                    |
| 1976  | You                                            |                      |                      |                      |                      | singles only                    |
| 1977  | Before My Heartaches Came                      |                      |                      |                      |                      | singles only                    |
| 1978  | I'm Gonna Love the Devil Out of You            |                      |                      |                      |                      | singles only                    |
| 1978  | I'm Not Sorry                                  |                      |                      |                      |                      | singles only                    |
| 1979  | One More Dollar for the Band                   |                      |                      |                      |                      | singles only                    |
| 1983  | Tears Ago                                      |                      |                      |                      |                      | singles only                    |
| 1983  | I'm Drinking It Over (With My Friend Jim Beam) |                      |                      |                      |                      | singles only                    |
| 1985  | I Wish I Could Say I Find                      |                      |                      |                      |                      | singles only                    |
| 1986  | I'm the Man                                    |                      |                      |                      |                      | singles only                    |
| 1987  | Dance with Me                                  |                      |                      |                      |                      | Country                         |
| 1987  | Somebody Wrong Is Lookin' Right                |                      |                      |                      |                      | Country                         |
| 1996  | Jingle Bell Rock (re-release)                  | 60                   |                      | 18                   |                      | Jingle All the Way (soundtrack) |